# Saimaa
Saimaa (švedsko Saimen) je jezero na jugovzhodu Finske, ki leži v bližini finsko-ruske meje. S površino približno 4400 km² je največje jezero v državi in najbolj znani del Finskega pojezerja. Je izjemno razčlenjeno, s 120 manjšimi jezerskimi kotanjami, ki jih povezujejo ožine, in skupno kar 15.000 km obale ter več kot 10.000 večjimi in manjšimi otoki, kar predstavlja največjo dolžino obale na taki površini na svetu. Nekateri obravnavajo južno, 1147 km² veliko kotanjo kot Saimaa v ožjem pomenu besede, ostale dele pa kot povezan sistem jezer.
V sistem se stekajo vode večjega dela jugovzhodne Finske, glavni odtok pa je reka Vuoksi (rusko Вуокса), ki teče proti jugovzhodu in se izliva v bližnje Ladoško jezero. Poleg tega ima še en večji umeten odtok, Sajmenski prekop (finsko Saimaan kanava; švedsko Saima kanal; rusko Сайменский канал), ki jezero povezuje s Finskim zalivom Baltskega morja pri kraju Viborg v Rusiji.
Površje širšega območja jezera Saimaa je rezultat delovanja ledenikov med zadnjo ledeno dobo, ko je ozemlje prekrivala več kot kilometer debela plast ledu. Glavni gospodarski dejavnosti v regiji, ki je poleg jezer znana po obsežnih gozdovih, sta gozdarstvo in proizvodnja papirja, pri čemer je Saimaa pomembno kot transportna pot. Predvsem slednje je do nedavna predstavljajo glavni vir onesnaževanja, zdaj pa se stanje izboljšuje. Poleg tega obratuje več hidroelektrarn. V zadnjem času se razvija tudi turizem.

## Zgodovina
Nastalo je s taljenjem ledenika ob koncu ledene dobe. Večja mesta na obali jezera so Lappeenranta, Imatra, Savonlinna, Mikkeli, Varkaus in Joensuu. Pred približno 6000 leti se je starodavno jezero Saimaa, ki je takrat imelo ocenjeno površino skoraj 9000 km², nenadoma izlilo skozi nov iztok. Dogodek je ustvaril na tisoče kvadratnih kilometrov novih preostalih mokrišč. Po tem dogodku je regija v naslednjih desetletjih zabeležila največjo populacijo, da bi se kasneje vrnila k ekološkemu razvoju v smeri starih borealnih iglastih gozdov, kjer je populacija upadla.

## Topografija
Reka Vuoksi teče od Saimae do Ladoškega jezera. Večji del jezera je posejan z otoki, ozki kanali pa jezero delijo na številne dele, od katerih ima vsak svoje ime (med drugim so velike kotline Orivesi, Puruvesi, Haukivesi, Yövesi, Pihlajavesi in Pyhäselkä). Najjužnejša velika kotlina se včasih imenuje Suur-Saimaa ali Velika Saimaa, vendar to ni uradno ime.
Saimaa prikazuje vse glavne vrste jezer na Finskem z različnimi stopnjami evtrofikacije.
Finsko ministrstvo za zunanje zadeve opisuje porečje jezera Saimaa (območje, ki je večje od jezera) kot 'labirint podrobnosti': po zapisu v angleškem jeziku območje vključuje 14.000 otokov in »več obale na enoto površine kot kjer koli drugje na svetu, pri čemer je skupna dolžina skoraj 15.000 kilometrov«.
- Otok Hietasaari na jezeru Saimaa
- Trdnjava Olavinlinna ob jezeru Saimaa
- Obala jezera Saimaa

## Naravni viri
Ogroženi sladkovodni tjulenj, sajmenski kolobarjasti tjulenj, živi samo v jezeru Saimaa. Druga ogrožena vrsta je losos.
Zaradi bogatih, lahko dostopnih nahajališč azbesta so obale jezera najverjetneje izvor azbestne keramike, vrste lončenine, izdelane med letoma 1900 pr. n. št. – 200 n. št.
Območja okoli jezera Saimaa so zelo priljubljena lokacija za poletne koče in križarjenja po jezeru.

## Sajmenski prekop
Sajmenski prekop (finsko Saimaan kanava; švedsko Saima kanal; rusko Сайменский канал) je prometni prekop, ki povezuje jezero Saimaa s Finskim zalivom blizu Viborga v Rusiji. Prekop so gradili od leta 1845 do 1856 in ga odprli 7. septembra 1856. V letih 1963–1968 je bil prenovljen in razširjen.
Drugi prekopi povezujejo Saimao z manjšimi jezeri v vzhodni Finski in tvorijo mrežo vodnih poti. Te vodne poti se večinoma uporabljajo za prevoz lesa, mineralov, kovin, celuloze in drugega tovora, čeprav jih uporabljajo tudi turisti.

## Pomembni ljudje
Ruski pisatelj Maksim Gorki je bil nekaj časa v izgnanstvo blizu obale jezera Saimaa, potem ko so v njegovo stanovanje po moskovski vstaji leta 1905 vdrli pripadniki Črne stotnije. Pisal je svoji ločeni ženi Ekaterini in zapisal: »lepo je tukaj, kot v pravljici«.